# IPHASX J052531.19+281945.1
IPHASX J052531.19+281945.1 (Także PNG 178.1-04.0) – mgławica planetarna odległa o około 13 tys. parseków od Ziemi (42,4 tys. lat świetlnych). Widziana z Ziemi leży w kierunku przeciwnym niż centrum Galaktyki. Jest to jedna z najbardziej odległych znanych mgławic, dla których określona została ich odległość od Ziemi. Jej wiek szacowany jest na ok. 18 tys. lat.
Mgławica została sfotografowana w czasie programu przeglądu nieba INT Photometric Hα Survey w 2003, ale automatyczny program komputerowy, którego zadaniem było odnajdywanie tego typu obiektów, zignorował mgławicę z powodu jej stosunkowo dużych rozmiarów kątowych.